# Bel-Harran-beli-usur

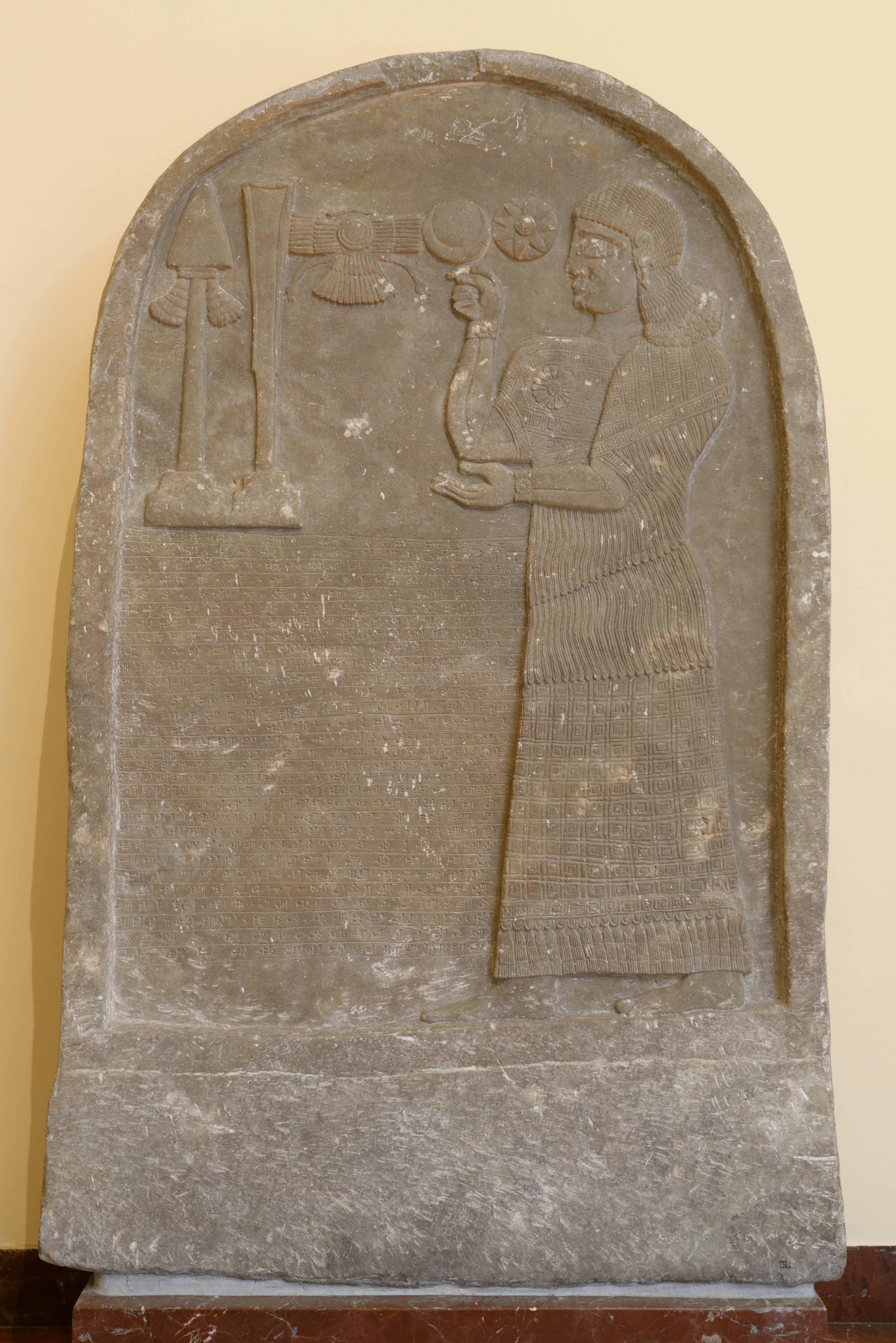
Stela Bel-Harran-beli-usura z Tell Abta; zbiory Muzeum Archeologicznego w Stambule.

Bel-Harran-beli-usur (akad. Bēl-Harran-bēlī-uṣur; tłum. „Panie miasta Harran pana mego strzeż!”) – asyryjski dostojnik, który przez długi okres, od rządów Adad-nirari III (810-783 p.n.e.) do rządów Tiglat-Pilesera III (744-727 p.n.e.), piastował szereg ważnych urzędów, w tym urząd pałacowego herolda (nagir ekalli), eponima (limmu) i gubernatora prowincji Guzana. W inskrypcji Bel-Harran-beli-usura na steli odkrytej w Tell Abta, na północ od Hatry, imię jego wymienione zostało przed imieniem króla Salmanasara IV (782-772 p.n.e.), co świadczy o słabości ówczesnej władzy królewskiej. Sama inskrypcja na steli dotyczy założenia przez niego nowego miasta, które nazwał Dur-Bel-Harran-beli-usur (akad. Dūr-Bēl-Harran-bēlī-uṣur, tłum. „Twierdza Bel-Harran-beli-usura”). Fakt, iż mógł on założyć nowe miasto, a także zwolnić je od płacenia podatków (czego tradycyjnie dokonać mógł jedynie król), pokazuje w jak dużym stopniu był on niezależny od władcy asyryjskiego.